# Adenophaedra
Adenophaedra, maleni biljni rod iz porodice mlječikovki, dio reda malpigijolike. Raširen je po tropskoj Americi od Brazila i Perua na jugu do Kostarike na sjeveru
Rod je opisan 1874., a pripadaju mu tri priznate vrste:
1. Adenophaedra cearensis Secco
2. Adenophaedra grandifolia (Klotzsch) Müll.Arg.
3. Adenophaedra megalophylla (Müll.Arg.) Müll.Arg.